# Нора (острів)
Нора́ (Норах) — піщаний острів в Червоному морі в архіпелазі Дахлак, належить Еритреї, адміністративно належить до району Дахлак регіону Семіен-Кей-Бахрі.

## Географія
Другий за величиною острів в архіпелазі. Розташований на північ від острова Дахлак. Має неправильну форму у вигляді трипроменевої зірки. Крайня північна точка — мис Рас-Хабі. Острів облямований кораловими рифами. На острові розташовані селища Нора та Саелія.

## Data and References
Please use these data and references for this Island (as far as not done already) to translate to your language:
- Length 17.0 km and width 16.3 km, also correct coordinates.[1]
- Area 105.15 km²[2]
- Height: 37 meters (in the Northeast[3]
- Population: 373 People in 66 households (as of 2009)[4]
- Language: Dahalik like on the other two inhabited Islands Dahlak Kebir and Dehil (Dohul):[5]
- Principal village: Nora[6]
- Please note: islands.unep.ch [Архівовано 24 вересня 2013 у Wayback Machine.] is wrong, confusing Nora and Nahaleg
- Please note: World of Islands [Архівовано 19 серпня 2014 у Wayback Machine.] is wrong, copying presumed Nahaleg data (which are really Nora data) from islands.unep.ch